# Etrurija
Etrurija je povijesno područje u srednjoj Italiji, a nalazilo se između rijeke Tiber, Tirenskoga mora i rijeke Arna. Područje Etrurije obuhvaćalo je današnju Toskanu, dijelove Lacija i Umbrije. Etrurija je dobila naziv po Etruščanima, koji su se ondje naselili potisnuvši Umbre. Etrurija je bila plodna i bogata rudama, poput bakra i željeza. Nakon samnitskih ratova (343. pr. Kr. – 290. pr. Kr.) došlo je do romanizacije Etrurije. Od Augusta Etrurija je bila sedmo područje (Regio VII) Italije. Poslije je prozvana Tuscia.